# Кардосо, Оскар
О́скар Рене́ Кардо́со (исп. Óscar René Cardozo; 20 мая 1983, Хуан-Эулохио-Эстигаррибия) — парагвайский футболист, нападающий клуба «Либертад». Выступает в национальной сборной Парагвая. Дважды признавался лучшим футболистом года в Парагвае (2006 и 2009) .

## Клубная карьера
До 2006 года Оскар играл в различных парагвайских клубах. Во второй половине 2006 года он перешёл в аргентинский «Ньюэллс Олд Бойз» за 1,2 млн долларов США. За первый сезон он сыграл 16 матчей и забил 11 мячей. Благодаря своей хорошей игре Кардосо получил приз Футболист года в Парагвае.
20 июня 2007 года Оскар перешёл в «Бенфику» за 9,1 млн евро за 80 % прав на игрока. Карьера в Португалии у Кардосо началась очень хорошо, он регулярно выходит в основном составе и является лучшим бомбардиром клуба с 16 мячами в различных соревнованиях. В сезоне 2009/10 забил в чемпионате Португалии 26 мячей в 29 матчах и стал лучшим бомбардиром чемпионата, что помогло «Бенфике» выиграть чемпионской титул впервые с 2005 года. Ещё 10 мячей Кардосо забил за сезон в Лиге Европы, разделив с Клаудио Писарро титул лучшего бомбардира турнира.

## В сборной
Свой первый матч за сборную Парагвая Кардосо сыграл 7 октября 2006 года против Австралии. Первый гол на международной арене забил в ворота Мексики 5 июня 2007 года.
Оскар также был в составе сборной на Кубке Америки. На турнире он сыграл 3 матча, забил 1 гол.
Летом 2019 года Оскар был приглашён в сборную для участия в Кубке Америки, который состоялся в Бразилии. В первом матче в группе против Катара он отличился голом на 4-й минуте с пенальти, а команды сыграли вничью 2:2.

## Достижения

### Командные
«3 Февраля»
- Победитель Интермедии: 2004

«Бенфика»
- Чемпион Португалии (2): 2009/10, 2013/2014
- Обладатель Кубка Португалии: 2013/14
- Обладатель Кубка португальской лиги (5): 2008/09, 2009/10, 2010/11, 2011/12, 2013/14
- Финалист Кубка Португалии: 2012/13
- Финалист Суперкубка Португалии: 2010
- Финалист Лиги Европы УЕФА: 2012/13, 2013/14

«Олимпиакос»
- Чемпион Греции: 2016/17

### Личные
- Футболист года в Парагвае (2):  2006, 2009
- Лучший бомбардир чемпионата Португалии (2): 2009/10, 2011/12
- Лучший бомбардир чемпионата Парагвая: Клаусура 2018
- Лучший бомбардир Кубка Португалии (3): 2007/08, 2010/11, 2012/13
- Лучший бомбардир Лиги Европы УЕФА: 2009/10 (вместе с Клаудио Писарро)